# Rural Municipality of Hudson Bay No. 394
Die Rural Municipality of Hudson Bay No. 394 (kurz Hudson Bay No. 394) ist eine Landgemeinde (Rural Municipality) im östlichen Zentrum der kanadischen Provinz Saskatchewan, an der Grenze zur östlich gelegenen Provinz Manitoba. Sie ist die flächenmäßig größte der Landgemeinden der Provinz und außerdem die Landgemeinde mit der geringsten Bevölkerungsdichte (0,09 Einwohner je km²). Sie hat ihren Verwaltungssitz in der Kleinstadt Hudson Bay.
Die Gemeinde gehört statistisch zur Saskatchewan Census Division No. 14 und ist Teil der SARM Division No. 4.

## Geographie
Hudson Bay No. 394 liegt in einer Prärielandschaft, am Rande der nordöstlichen Ausläufer der Aspen Parklands sowie der Porcupine Hills mit dem Porcupine Hills Provincial Park. Die Gemeinde wird zentral von West nach Ost vom Red Deer River durchflossen, während im nordwestlichen Bereich der Sasketchewan River die Gemeinde in Richtung Nordosten durchfließt. Während östlich der Gemeinde die Provinz Manitoba angrenzt und südlich sowie westlich weitere Landgemeinden liegen, grenzt nach Norden das Gebiet des Northern Saskatchewan Administration District an.
Verschiedene Highways, wie der Highway 3 in Ost-West-Richtung oder der Highway 9 in Nord-Süd-Richtung, durchqueren das Gemeindegebiet. Außerdem verkehrt durch das Gemeindegebiet der von VIA Rail betriebenen und auf der Strecke von Winnipeg über The Pas nach Churchill verkehrenden Fernzug, mit einem Flag Stop in Hudson Bay.

## Geschichte
Die Gemeinde wurde am 1. Mai 1977 eingerichtet (englisch „incorporated“) und gehört damit zu dem letzten der eingerichteten Gemeinden.

## Demographie
Der Zensus im Jahr 2021 ergab für die Gemeinde eine Bevölkerung von 1145 Einwohnern, nachdem der Zensus im Jahr 2016 für die Gemeinde eine Bevölkerung von nur 1092 Einwohnern ergeben hatte. Die Bevölkerung hat damit im Vergleich zum letzten Zensus im Jahr 2016 leicht über dem Trend in der Provinz um 4,9 % zugenommen, während der Provinzdurchschnitt bei einer Bevölkerungszunahme von 3,1 % lag. Im letzten Zensuszeitraum von 2011 bis 2016 hatte die Bevölkerung entgegen dem Trend um 0,7 % abgenommen, bei einer durchschnittlichen Bevölkerungszunahme von 6,3 % in der Provinz.
Im Rahmen des „Census 2021“ wurde für die Gemeinde ein Medianalter von 49,2 Jahren ermittelt. Das Medianalter der Provinz lag 2021 bei nur 38,8 Jahren. Das örtliche Durchschnittsalter lag bei 45,5 Jahren, bzw. bei 39,8 Jahren in der Provinz. Beim „Census 2016“ wurde für die Gemeinde noch ein Medianalter von 50,1 Jahren ermittelt und für die Provinz von 37,8 Jahren bzw. ein örtliches Durchschnittsalter von 45,3 Jahren sowie von 39,1 Jahren in der Provinz.

## Gemeinden
Vom Gemeindegebiet werden mehrere Reservate der First Nation, hier hauptsächlich der Swampy Cree, umschlossen. Diese unterliegen jedoch nicht der Verwaltung durch die Landgemeinde.

### Eigenständige Gemeinden
Innerhalb des Gemeindegebietes gibt es die folgenden eigenständige Gemeinden:
City
- Hudson Bay

### Nicht eigenständige Gemeinden
Innerhalb des Gemeindegebietes gibt es mehrere nicht eigenständige Gemeinden:
Hamlet
- Elbow Lake
- Erwood
- Little Swan River

Außerdem liegen in der Gemeinde weiter unselbständige Siedlungen, sogenannte „unincorporated communities“.